# Куріпка-шпороніг сіроголова
Куріпка-шпороніг сіроголова (Galloperdix lunulata) — вид куроподібних птахів родини фазанових (Phasianidae). Ендемік Індії.

## Опис

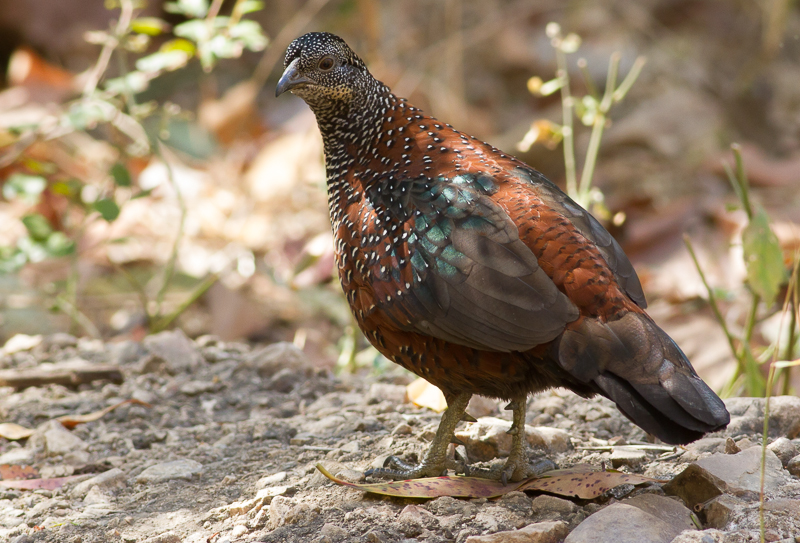
Самець сіроголової куріпки-шпоронога

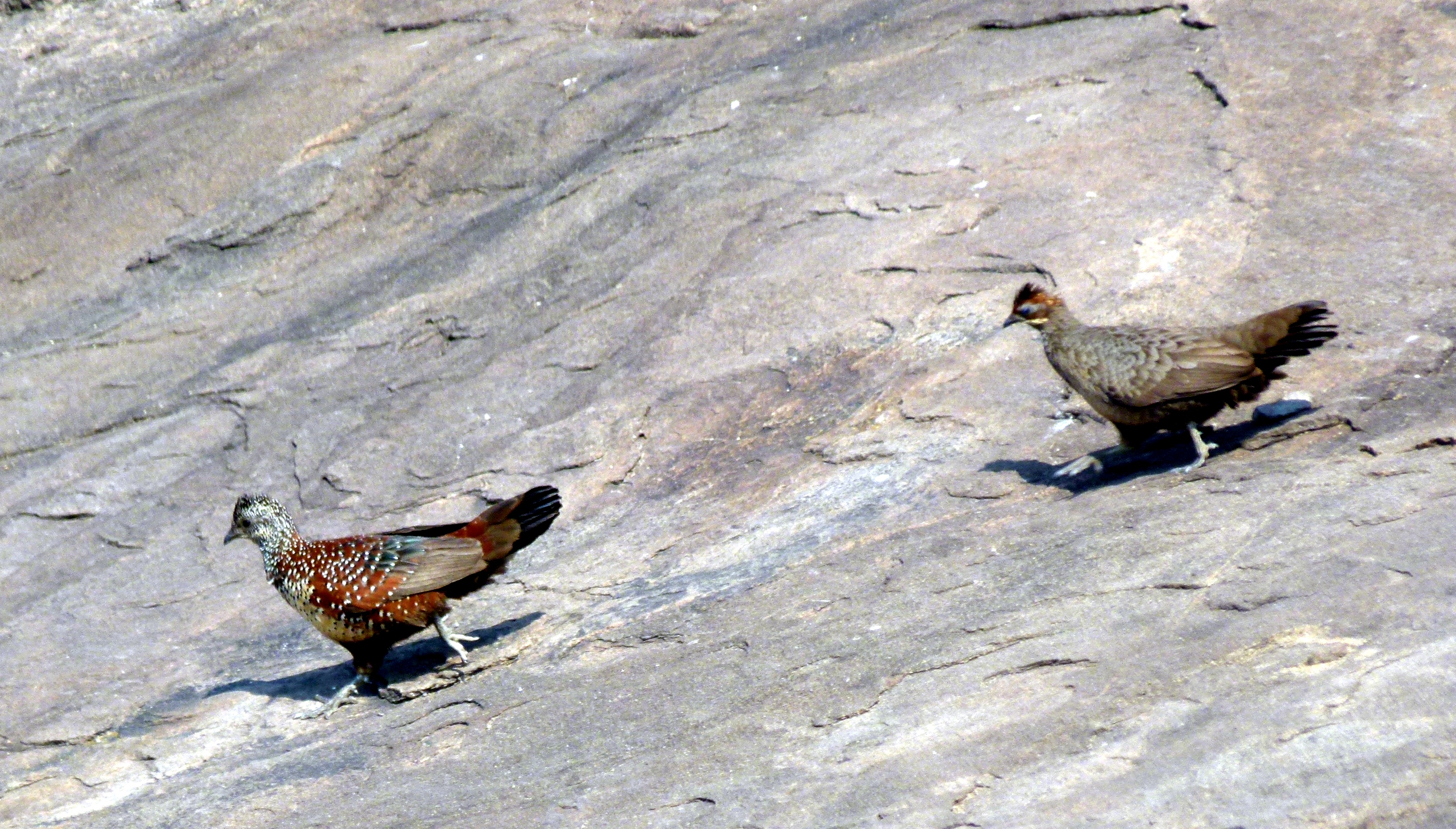
Пара сіроголових куріпок-шпороногів

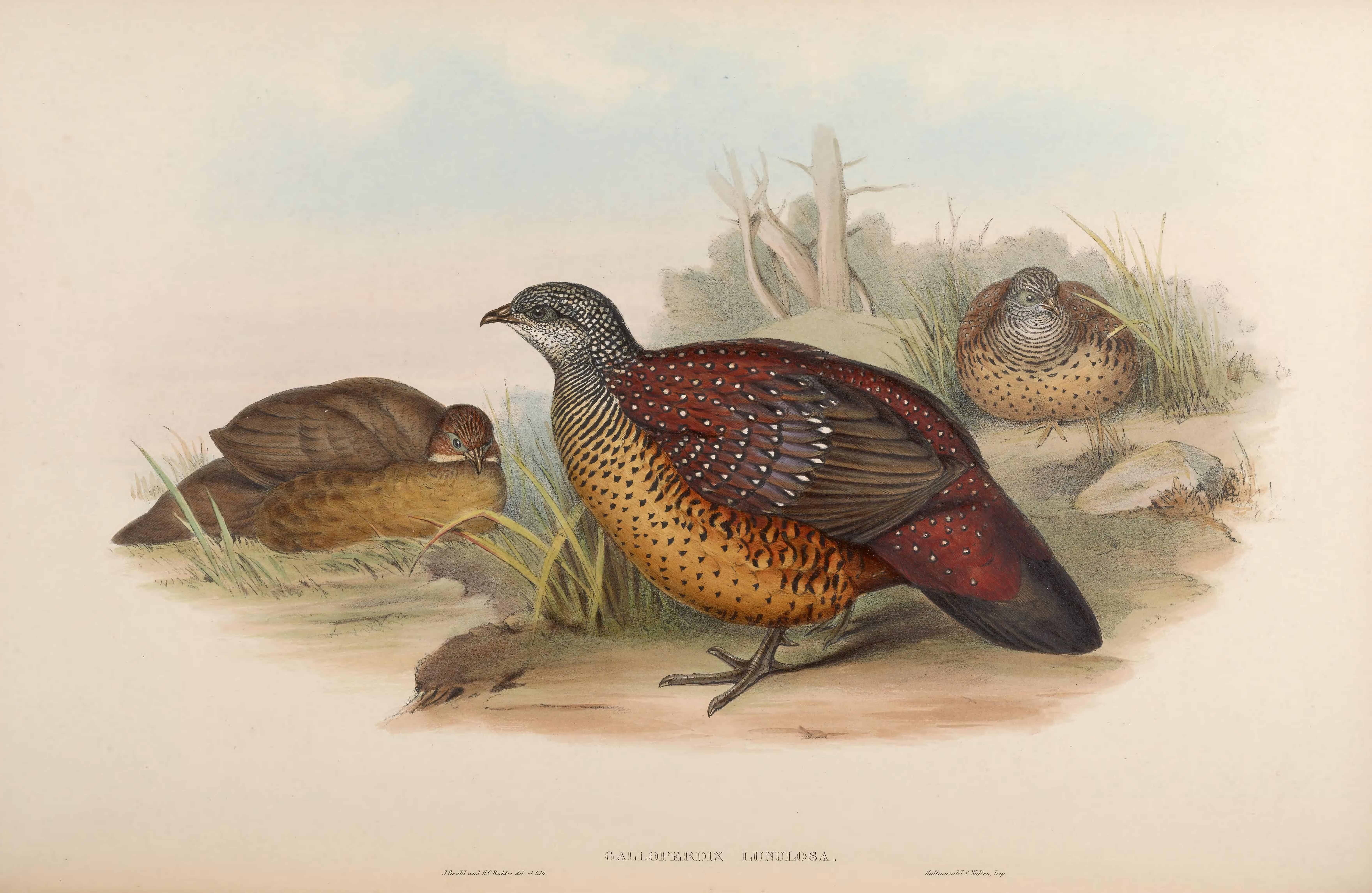
Сіроголові куріпки-шпороноги

Довжина птаха становить 32 см. У самців голова і шия зеленувато-чорні, поцятковані дрібними білими плямками, спина, надхвістя і верхні покривні пера крил каштанові, місцями поцятковані білими плямами з чорними краями. Хвіси чорний, широкий, іноді направлений вертикально. Нижня частина тіла жовтувато-охриста, поцяткована темними плямами і смугами. Плями червоної голої шкіри на голові відсутні. Дзьоб і лапи темно-сірі, на лапах 2-4 шпори. Самиці мають більш тьмяне забарвлення, "брови" і скроні у них руді. Шия сильно поцяткована білими плямками, як самців, однак на решті тіла білі плямки відсутні. На лапах можуть бути 1-2 шпори.

## Поширення і екологія
Сіроголові куріпки-шпороноги мешкають від східного Раджастхана до Західного Бенгалу на схід та до Тамілнада і Керали на південь. Вони живуть в кам'янистих місцевостях, порослих травою і ксерофітними колючими чагарниковими і акацієвими заростями, на висоті до 900 м над рівнем моря. Птахи віддають перевагу більш сухим місцевостям, ніж індійські куріпки-шпороноги. На півдні Індостану вони зустрічаються на скелястих пагорбах, порослих чагарниками — ту ж місцевість полюбляють жовтогорлі бюльбюлі.
Сіроголові куріпки-шпороноги зустрічаються парами або сімейними зграйками до 6 птахів. Ведуть прихований спосіб життя, при небезпеці вони можуть відлетіти на коротку відстань, однак роблять це неохоче, частіше втікаючи пішки. Живляться насінням, бульбами, ягодами (зокрема Ziziphus oenoplia і Lantana camara) і безхребетними, зокрема термітами, яких шукають на берегах струмків, у підніжжя пагорбів або в сухих рідколіссях. Ймовірно, є моногамними, розмножуються протягом всього року, переважно з січня по червень. Гніздяться в заглибині в землі, під валуном, яку часто встелюють листям. В кладці від 3 до 4, рідше до 5 яєць. Насиджують лише самиці, за пташенятами доглядають і самиці, і самці.